# …And Justice for All
…And Justice for All (englisch für „…und Gerechtigkeit für alle“) ist das vierte Studioalbum der US-amerikanischen Metal-Band Metallica. Es erschien am 25. August 1988 via Elektra Records und war das erste Studioalbum mit dem Bassisten Jason Newsted, der den zwei Jahre zuvor tödlich verunglückten Cliff Burton ersetzte. …And Justice for All verkaufte sich alleine in den Vereinigten Staaten über acht Millionen Mal und wurde mit Achtfachplatin ausgezeichnet. Damit ist …And Justice for All das zweiterfolgreichste Album der Bandgeschichte. Das Album wurde für den Grammy in der Kategorie Best Hard Rock/Metal Performance Vocal or Instrumental nominiert.
Der Albumtitel stammt von den vier letzten Worten des Treueschwurs der Vereinigten Staaten („Pledge of Allegiance“) und ist als zynische Metapher für die Ungerechtigkeiten der Welt zu verstehen, die das lyrische Hauptthema des Albums darstellen. Musikalisch ist das Album für einen oftmals als kalt und trocken beschriebenen Klang bekannt, bei dem Newsteds Bassspiel so weit in den Hintergrund gemischt wurde, dass es kaum wahrnehmbar ist.

## Entstehung

### Burtons Tod und die Suche nach einem Nachfolger
Im Herbst 1986 tourten Metallica zusammen mit der Band Anthrax im Rahmen der Damage,-Inc.-Tour durch Europa. Am 27. September 1986 befand sich der Tourtross auf dem Weg von Stockholm nach Kopenhagen. In der Nähe von Ljungby kam der Bus von Metallica auf vereister Fahrbahn ins Schleudern und überschlug sich. Dabei wurde Burton aus seiner Koje ins Freie geschleudert, bevor der Bus auf ihn stürzte und Burton tödlich verunglückte. Nach einer kurzen Phase der Trauer entschlossen sich die verbliebenen Musiker, die Band fortzuführen.

„Das Letzte, was Cliff [Burton] gewollt hätte, wäre, dass wir aufhören. Er wäre der Erste gewesen, der uns in den Arsch getreten und dafür gesorgt hätte, dass wir endlich aufwachen.“

James Hetfield und Lars Ulrich stellten eine Liste von 40 potentiellen Nachfolgern zusammen. Unter den Kandidaten befanden sich unter anderem Joey Vera von Armored Saint, Kirk Hammetts Schulfreund Les Claypool von Primus oder Twiggy Ramirez von Marilyn Manson, sowie Greg Christian von der Band Testament. Vera lehnte das Angebot jedoch ab. Auf Vorschlag von Brian Slagel, dem Besitzer von Metal Blade Records, luden Metallica Jason Newsted ein. Newsted hatte im Frühjahr 1986 mit seiner Band Flotsam and Jetsam das viel beachtete Album Doomsday for the Deceiver veröffentlicht und war zudem ein großer Fan von Metallica.
Am 28. Oktober 1986 erschien Newsted zum Vorspielen im Proberaum von Metallica. Er hatte in den beiden vorangegangenen Tagen das komplette Repertoire der Band einstudiert. Nachdem Newsted sein Instrument angeschlossen und gestimmt hatte, fragte Hetfield ihn, welchen Song er spielen wolle. Newsted antwortete schlicht mit „Welchen du willst; ich kenne sie alle!“.
Nach einer weiteren Probe und einem Trinkgelage entschied sich die Band für Newsted als neuen Bassisten. Am 31. Oktober 1986 absolvierte Newsted seinen letzten Auftritt mit Flotsam and Jetsam, bevor er acht Tage später sein erstes Konzert mit Metallica spielte. Im Sommer 1987 erschien mit der EP Garage Days Re-Revisited die erste Veröffentlichung von Metallica, auf der Newsted zu hören ist.

### Songwriting und Produzentensuche
Beim Songwriting wollte die Band im Gegensatz zu den vorangegangenen drei Alben neue Wege gehen und die Lieder für das neue Album zusammen als Band komponieren. Ab Oktober 1987 trafen sich die Musiker im Proberaum und begannen mit den Arbeiten. Die neue Arbeitsweise entpuppte sich schon nach kurzer Zeit als wenig produktiv.

„Drei Tage probierten wir es, aber es endete immer damit, dass wir irgendwelche Coverversionen spielten und uns die Hucke vollsoffen.“

Ulrich und Hetfield setzten sich wie in früheren Zeiten zusammen und entwickelten aus den Riffs, welche die Musiker in den vergangenen zwei Jahren auf Kassetten gesammelt hatten, die neuen Lieder. Während das Songwriting für das Vorgängeralbum Master of Puppets vier Monate in Anspruch nahm, entstanden die Lieder für …And Justice for All schon innerhalb von zwei Monaten.
Das Album sollte, wie die beiden Vorgängeralben, von Flemming Rasmussen produziert werden. Da Rasmussen zum anvisierten Beginn der Aufnahmen im Januar 1988 allerdings mit einer anderen Produktion beschäftigt war und nicht aus seinen Verpflichtungen herausgekauft werden konnte, suchten Metallica nach Alternativen. Hetfield wollte gerne mit Geddy Lee, dem Sänger/Bassist der Band Rush zusammenarbeiten, doch Lee sagte aus terminlichen Gründen ab. Schließlich entschieden sich Hetfield und Ulrich für den Produzenten Mike Clink, der sich 1987 durch die Produktion des Guns-n’-Roses-Debütalbums Appetite for Destruction einen Namen gemacht hatte.

### Aufnahmen
Am 28. Januar 1988 begannen die Aufnahmen im One-on-One-Studio in Los Angeles. Die Zusammenarbeit zwischen der Band und Produzent Clink erwies sich als schwierig. Nachdem Jason Newsteds Bass und die Schlagzeugspuren für die Lieder Harvester of Sorrow und The Shortest Straw aufgenommen waren, stellten die Musiker fest, dass der gewünschte Klang nicht gefunden werden konnte.
Ulrich rief daraufhin mehrfach bei Rasmussen an und schilderte die Probleme. Rasmussen machte bei seiner Produktion schließlich Druck, um die Aufnahmen so schnell wie möglich abschließen zu können. Zwei Wochen nach Ulrichs letztem Anruf flog Rasmussen nach Los Angeles. Am Tag vor Rasmussens Ankunft hatte die Band Clink gefeuert. Über die Gründe für die Trennung schweigen sich beide Parteien aus. Rasmussen vermutete, dass die unterschiedlichen musikalischen Hintergründe des Produzenten und der Band der Grund für das Scheitern waren.
Durch den Produzentenwechsel geriet die Band unter Zeitdruck. Metallica wurden von der Band Van Halen für ihre Monsters-of-Rock-Stadiontournee eingeladen, bei der Metallica nach den Bands Kingdom Come und Dokken und vor den Scorpions und Van Halen spielen sollten. Schließlich wurden die Aufnahmen am 1. Mai 1988 fertiggestellt.

### Musik und Produktion
…And Justice for All ist das bis dato musikalisch komplexeste Album von Metallica. Für einige Fans und Kritiker ist das Album der Höhepunkt und zugleich das Ende der Entwicklung von Metallica in deren Thrash-Metal-Phase. Wie auf dem Vorgänger-Album Master of Puppets setzt sich auch auf …And Justice for All der modulare Aufbau der Songs fort. Die Lieder sind alle relativ lang und beinhalten (besonders in den Mittelteilen) komplexe Riffs und Strukturen.
Die Produktion des Albums führte nach der Veröffentlichung zu einigen Diskussionen: Zwar konnte hier ein sehr sauberer Klang erreicht werden, allerdings wurde das weitgehende Fehlen der Bassfrequenzen sehr stark kritisiert. Die tieferen Frequenzen auf diesem Album kommen zumeist – die Ausnahme stellt To Live Is to Die dar – nicht vom Bass, sondern wurden durch das Schlagzeug, insbesondere die Bassdrum, sowie die Gitarren erzeugt. Die Bassgitarre hingegen ist kaum hörbar. Diese Tatsache wird häufig mit dem Umstand erklärt, dass der Bassist Jason Newsted zum einen während des Mischens nicht anwesend war, und zum anderen zu diesem Zeitpunkt innerhalb der Band nicht als vollwertiges Mitglied akzeptiert wurde. Jason Newsted selbst erklärte das weitgehende Fehlen des Basses im Mix jedoch mit der Tatsache, dass er sein Spiel zu stark an die Rhythmusgitarre von James Hetfield angelehnt habe.
In der Vergangenheit haben Metallica in ihrem Fan-Magazin SoWhat! gesagt, dass sie das Album gerne nachträglich noch einmal neu gemischt hätten, wenn dies möglich gewesen wäre. Im Musikspiel Rock Band wurde der Bass neu für das Spiel gemischt und zusätzlich als downloadbarer Track angeboten.
2015 erhob Steve Thompson, welcher bei der Produktion den Mix des Albums übernahm, öffentliche Vorwürfe, dass das Fehlen von Newsteds Bass auf Lars Ulrich zurückzuführen sei. In einem Videointerview mit Dean Cramer ging er 2022 hierzu ins Detail und berichtete, dass Lars Ulrich genaue Anweisungen über den Drumsound gab, mit denen Thompson nicht einverstanden war. Ein erster Mix mit hörbarem Bass wurde von James Hetfield schon abgenickt, von Ulrich hingegen abgelehnt. Ulrich bestand auf das genaue Equalizing für den Drumsound nach seinen Vorstellungen und gab zusätzlich die Anweisung, den Bass um 5–6 dB abzusenken, damit er den Drumsound nicht stört.

### Veröffentlichung
Am 6. September 1988 wurde das Album von Elektra Records veröffentlicht. Die japanische Version des Albums enthält den Bonustitel The Prince, eine Coverversion eines Liedes der Band Diamond Head. Drei Singles wurden aus dem Album ausgekoppelt: Als Erstes wurde am 19. August 1988 das Lied Harvester of Sorrow in Großbritannien als Single veröffentlicht. Als B-Seiten enthielt die Single neben The Prince eine Coverversion des Liedes Breadfan von der walisischen Band Budgie. Am 30. Oktober 1988 wurde in Nordamerika die Single Eye of the Beholder ausgekoppelt. Diese Single enthält als B-Seite das Lied Breadfan. Die dritte Single, One, erschien am 10. Januar 1989.

## Lieder
Im Eröffnungssong Blackened geht es um den durch einen Atomkrieg hervorgerufenen Weltuntergang. Das Lied beginnt mit einer Einblendung, für die mehrere Gitarrenspuren aufgenommen und übereinander gelegt wurden. Während der Einblendung sind die Aufnahmen rückwärts abgespielt zu hören, bevor das Lied nach einem Break vorwärts gespielt weiterläuft.
Das Titellied befasst sich mit dem Thema Korruption in der Justiz, bei der Geld einen höheren Stellenwert einnimmt als die Wahrheit. Visualisiert wird diese These durch das Albumcover, auf dem Geldscheine aus der Waage der Justitia herausfliegen. In dem von James Hetfield verfassten Text heißt es, dass Justitia vergewaltigt wurde. Die Inspiration für das Lied stammt von dem gleichnamigen Film mit Al Pacino aus dem Jahre 1979. Mit einer Länge von 9:44 Minuten ist es das fünftlängste Lied der Bandgeschichte.
Eye of the Beholder basiert auf einem im Staccato gespielten Riff und ist im mittleren Tempo angesiedelt. Textlich spricht es sich gegen gesetzliche Einschränkungen der Meinungsfreiheit aus. Inspiriert wurde das Lied von dem Zensurverfahren gegen das Album Frankenchrist der US-amerikanischen Hardcore-Punk-Band Dead Kennedys. Diesem Album lag als Poster das Bild Landscape #XX, auch bekannt als „Penis Landscape“ des Schweizer Künstlers HR Giger, bei. Das Bild zeigt mehrere erigierte Penisse, die in Vaginas eindringen.
Das Lied One ist ein Anti-Kriegslied und eine Umsetzung des Romans Johnny zieht in den Krieg von Dalton Trumbo aus dem Jahre 1939. Der Protagonist des Romans verliert als Soldat während einer Schlacht durch eine Landmine seine Sehfähigkeit, Gehör, Sprache, Arme und Beine. Er wünscht sich zu sterben, kann dies aufgrund des Locked-in-Syndroms allerdings nicht zum Ausdruck bringen. Für One drehte Metallica ihr erstes Musikvideo. Die Band kaufte die Rechte an dem Film, um Ausschnitte für ihr Video verwenden zu können.
In The Shortest Straw geht es um Menschen, die aufgrund ihrer Ansichten auf eine Schwarze Liste gesetzt, diskriminiert und aus der Gesellschaft gestoßen werden. Ein Beispiel hierfür ist die McCarthy-Ära, bei der zwischen 1947 und 1956 Mitglieder und angebliche Sympathisanten der Kommunistischen Partei der USA verfolgt wurden.
Harvester of Sorrow erzählt die Geschichte eines Mannes, der mit seiner Frau und seinen Kindern ein ganz normales Leben führt. Eines Tages dreht der Mann durch und tötet alle Menschen in seiner Umgebung. Harvester of Sorrow gehört zu den langsamsten Liedern der Bandgeschichte.

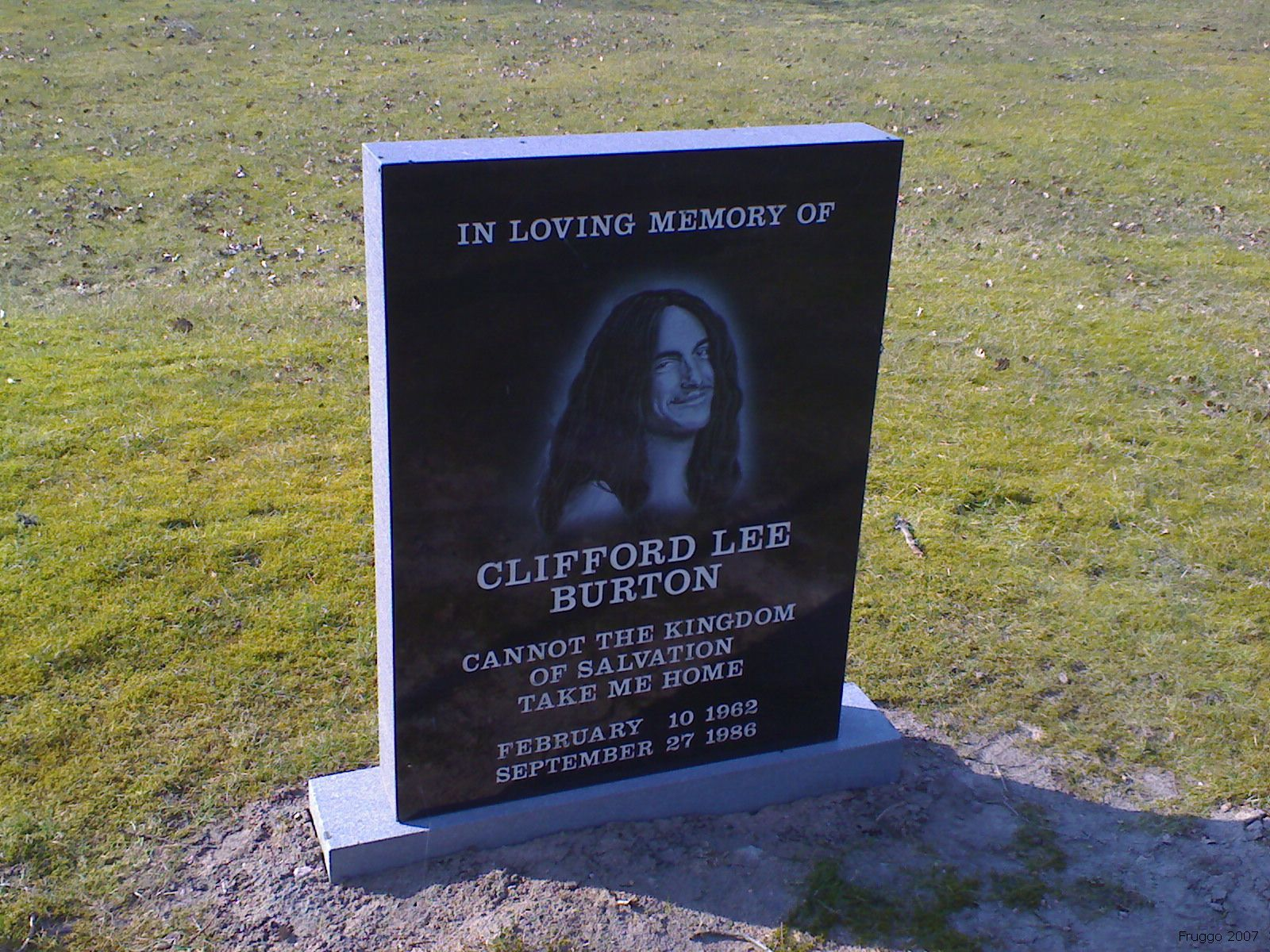
Gedenkstein für Cliff Burton

Das Intro des Liedes „The Frayed Ends of Sanity“ wurde aus dem Film Der Zauberer von Oz entnommen. Das Lied befasst sich mit den psychologischen Effekten des Wahnsinns, der Schizophrenie, Paranoia und Demenz.
Das Instrumental „To Live Is to Die“ widmete die Band ihrem ehemaligen Bassisten Cliff Burton, der zuvor bei einem Unfall mit ihrem Tourbus umgekommen war. Die Musiker setzten das Lied aus verschiedenen Riffs zusammen, die Burton in den vergangenen Jahren geschrieben hatte. Das Lied enthält ein kurzes, von James Hetfield gesprochenes Gedicht, welches Burton der Band einmal vorlas.
Abgeschlossen wird das Album durch das Lied Dyers Eve. Erstmals schrieb Hetfield einen Text mit Bezug auf sein eigenes Leben. Hier geht es um die Restriktionen, die seine Eltern als Anhänger der Christian Science ihm aufgezwungen hatten.

## Grammy-Nominierung
Bei den Grammy Awards 1989 wurden Metallica in der Kategorie Best Hard Rock/Metal Performance Vocal or Instrumental nominiert. Bei der Gala im Shrine Auditorium in Los Angeles spielten Metallica das Lied One. Nach dem Auftritt ging die Band nur kurz hinter den Bühnenrand und wartete die unmittelbar nach ihrem Auftritt stattfindende Preisverleihung in der Kategorie Best Hard Rock/Metal Performance Vocal or Instrumental ab. Metallica galten als große Favoriten.
Der Preis wurde von den Sängern Lita Ford und Alice Cooper vergeben. Als Ford den Zettel mit dem Gewinner aus den Umschlag zog, fing sie an zu lachen und gab die britische Progressive-Rock-Band Jethro Tull für das Album Crest of a Knave als Sieger bekannt. Das Publikum reagierte mit lauten Buhrufen auf die Entscheidung der Jury.
Metallica nahmen die Entscheidung mit Humor und versahen eine Teilauflage des Albums mit einem Aufkleber mit der Aufschrift „Grammy Award Losers“ (Grammy Award Verlierer). Die US-amerikanische Zeitschrift Entertainment Weekly erklärte den Grammygewinn von Jethro Tull als größte Überraschung in der Geschichte der Grammy Awards. Als Metallica 1992 für ihr gleichnamiges Album einen Grammy gewannen, bedankte sich Lars Ulrich in seiner Dankesrede bei Jethro Tull dafür, dass sie „in dem Jahr kein Album veröffentlicht haben“.

## Kommerzieller Erfolg

### Chartplatzierungen
…And Justice for All wurde das bis dahin erfolgreichste Album von Metallica und erreichte erstmals unmittelbar nach Veröffentlichung Platzierungen unter den ersten Zehn der Albumcharts. Das Album stieg auf Platz vier der britischen, Platz fünf der deutschen und Platz sechs der US-amerikanischen Albumcharts ein. Weitere Platzierungen unter den ersten Zehn erreichte das Album in Schweden (Platz fünf), der Schweiz (Platz sieben) sowie in Finnland und Norwegen (jeweils Platz acht). In Österreich erreichte das Album den zwölften Platz.
Als Singles wurden die Lieder Harvester of Sorrow und One ausgekoppelt. Harvester of Sorrow wurde lediglich in Großbritannien veröffentlicht und erreichte Platz 20 der dortigen Singlecharts. Die zweite Single One wurde Anfang 1989 veröffentlicht und erreichte Platz 13 in Großbritannien und Platz 35 in den USA. Die höchsten Chartplatzierungen in Deutschland (Platz 31) und der Schweiz (Platz 22) erreichte die Single erst im Jahre 1994.

### Auszeichnungen für Musikverkäufe
Für über acht Millionen verkaufte Einheiten in den USA wurde …And Justice for All dort mit Achtfach-Platin ausgezeichnet. Seitdem die Firma Nielsen SoundScan am 25. Mai 1991 mit der exakten Berechnung der in den USA verkauften Musikalben begann, wurden bis zum 20. Dezember 2009 5.330.000 Einheiten verkauft. In Kanada wurde das Album für 300.000 Verkäufe mit Dreifach-Platin ausgezeichnet. In Deutschland erhielt das Album Doppelplatin für eine Million verkaufte Exemplare, damit zählt …And Justice for All zu den meistverkauften Musikalben seit 1975.
| Land/Region                  | Auszeichnungen für Musikverkäufe (Land/Region, Auszeichnung, Verkäufe) | Verkäufe   |
| ---------------------------- | ---------------------------------------------------------------------- | ---------- |
| Argentinien (CAPIF)          | Platin                                                                 | 60.000     |
| Australien (ARIA)            | 3× Platin                                                              | 210.000    |
| Deutschland (BVMI)           | 2× Platin                                                              | 1.000.000  |
| Finnland (IFPI)              | Platin                                                                 | 51.051     |
| Italien (FIMI)               | Gold                                                                   | 25.000     |
| Kanada (MC)                  | 3× Platin                                                              | 300.000    |
| Neuseeland (RMNZ)            | 4× Platin                                                              | 80.000     |
| Norwegen (IFPI)              | Gold                                                                   | 25.000     |
| Polen (ZPAV)                 | Platin                                                                 | 20.000     |
| Schweiz (IFPI)               | Platin                                                                 | 50.000     |
| Vereinigte Staaten (RIAA)    | 8× Platin                                                              | 8.000.000  |
| Vereinigtes Königreich (BPI) | Platin                                                                 | 300.000    |
| Insgesamt                    | 3× Gold · 25× Platin ·                                                 | 10.121.051 |

Hauptartikel: Metallica/Auszeichnungen für Musikverkäufe

## Live-Auftritte

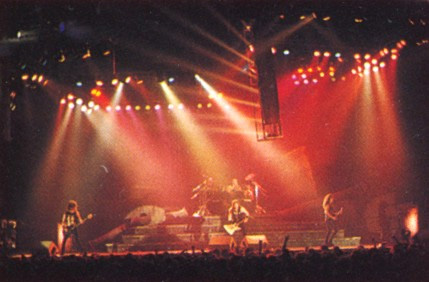
Auftritt während der Damaged-Justice-Tour

Bei Livekonzerten der folgenden Damaged-Justice-Tour hatten Metallica aufgrund der hohen Komplexität der Songs teilweise Schwierigkeiten mit der Umsetzung der Lieder. Aus diesem Grund verschwanden die meisten Songs in den folgenden Jahren auch wieder aus dem Live-Repertoire und wurden auf den folgenden Touren weitestgehend nur noch im Rahmen eines Medleys berücksichtigt. One und Harvester of Sorrow sind jedoch fester Bestandteil vieler Konzerte geworden.
Auf große Nachfrage der Fans hin wurde Dyers Eve erstmals auf der Madly-in-Anger-With-the-World-Tour 2003/2004 live gespielt. Generell fanden auf dieser Tour wieder mehr Songs von .…And Justice for All ihren Weg in das Programm. Das Instrumentalstück To Live Is to Die wurde im Rahmen von vier Konzerten zum 30-jährigen Bandjubiläum am 7. Dezember 2011 zum ersten Mal vollständig gespielt. Bis dato wurden lediglich einige Segmente als Gitarren-/Bass-Soli verwendet.
Die Probleme der Live-Umsetzung wurden von der Band später auch als Grund für die Vereinfachung der Songstrukturen auf den Folgealben genannt.
Der Bühnenaufbau auf der dem Album folgenden Damaged-Justice-Tour bestand aus der vom Album-Cover bekannten überdimensionalen Justitia, die zum Ende des Songs …And Justice for All auseinanderbrach (den Kopf dieser Statue bewahren Metallica bis heute in ihrem privaten Studio auf). Ein Konzert dieser Tour aus dem Jahr 1989, aufgenommen in Seattle, wurde in voller Länge im Rahmen der Box Live Shit: Binge & Purge veröffentlicht.